# Дечији мајски ликовни салон
Дечији мајски ликовни салон је најстарија изложбена манифестација Народног музеја Краљево, коју је 1974. године покренуо Милорад Михаиловић, тада кустос а касније и директор Музеја. Манифестација је била првобитно посвећена Дану младости, међутим успешно је опстала и након пада социјализма. Данас представља најзначајнију манифестацију посвећену дечијем ликовном стваралаштву у Краљеву.

## Историјат
Дечији мајски ликовни салон је први пут био одржан 1974. године, на иницијативу тадашњег кустоса Уметничког одељења Милорада Михаиловића. Манифестација је била посвећена Дану младости, а њен циљ је био да пружи преглед ликовних радова ученика са територије општине Краљево. Дечији мајски ликовни салон је не само најстарија манифестација коју организује Народни музеј Краљево, већ је и једна од најстаријих манифестација тог типа у Србији. Једине старије изложбе дечијих радова организовали су Народни музеј у Вршцу 1959. године и Музеј примењене уметности у Београду 1964. године. Управо је правилник „Дечјег октобарског салона примењене уметности” Музеја примењене уметности из Београда послужио као узор за Дечији мајски ликовни салон у Краљеву.
Због обимности послова 1983. године у оквиру Музеја је било основано посебно Пропагандно-педагошко одељење, које је било задужено за организовање Салона. У оквиру самог Салона приређивани су бројни скупови и разговори са ликовним педагозима, у циљу побољшања квалитета изложбе, али и разноврсне радионице за децу. Од 1994. године, односно од XXI Салона, говоре на отварању држе истакнути краљевачки књижевници и песници за децу. На XXIII Салону (1996. године) долази до промена у концепцији изложбе, тако што се осим равноправних награда (до десет), додељује и новоустановљена, главна награда Салона, која носи име Милорада Михаиловића. Такође, изложба добија и свој заштитни знак који је дизајнирао Драган Пешић. Помоћ организовању ове манифестације пружале су и радне организације на територији Краљева. Позиви за учешће су слати свим школама на територији града, а велика пажња је посвећена томе да на Салону учествују ученици из свих основних школа. Тако је 1976. године у писму упућеном Самоуправној интересној заједници основног образовања општине Краљево наведено да се нису ученици свих школа представили својим радовима иако су им били упућени позиви. Затражено је да Самоуправна интересна заједница утиче како би се на следећем Салону представиле све основне школе.
Током седамдесетих година тема Салона је најчешће била слободна, а наставницима је била остављена могућност да утичу на теме које ће њихови ученици обрађивати. Највише су били вредновани они радови у којима је до изражаја долазила дечија самосталност, односно они радови у којима није било приметно учешће одраслих. Међутим, теме радова су често биле везане и за прошлост социјалистичке Југославије, као и за њену идеологију. На пример, како је Други салон био одржан 1975. године, у којој је обележавано три деценије од победе над фашизмом, у позивном писму је сугерисано да сви радови које школе одаберу буду у оквиру ове теме. Радови су често за теме имали и фабрике, раднике, грађење пруга. Међутим, када је тема била задата на Салону су излагани и радови који је нису пратили уколико су се издвајали својим ликовним квалитетима.
Током осамдесетих година број радова са темема из НОБ-а и мотивима везаним за социјалистичку идеологију је знатно опао. Салони су најчешће имали слободну тему. Иако је постојала препорука да XIV Салон буде посвећен Вуку Караџићу, она није била обавезујућа, тако да су се многа деца бавила другим темама. Изузетак је био XVI салон, који је одржан 1989. године, када је обележено 6 векова од Косовске битке. Стога је највећи број радова послатих те године имао историјске мотиве. Током деведесетих година, као и почетком двехиљадитих, Салон је поново имао најчешће слободне теме. Ученици су слали радове на којима су најчешћи мотиви животиња, различити портрети, али и бројна апстрактна дела. Јубиларни XXV Салон (1998. године) последњи је који је одржан у Каменој сали Господар Васиног конака. Конак је 1999. године прешао у надлежност Епархије жичке, тако да се од 2000. године Салон организује у великој Галерији Народног музеја у новој згради. Салон није одржан 1999. године због НАТО бомбардовања. Народни музеј у Краљеву обележио је 2000. године пола века постојања, што је био повод да се на XXVI салону, осим пристиглих радова, изложе и одабрани радови са свих претходних салона.
Године 2004. Салон је као тему имао обележавање два века од почетка Првог српског устанка, а две годне касније дечијим радовима је обележено осам векова постојања манастира Жича. Радови који су пристигли 2010. године, са мотивима везаним за симболе Краљева, штампани су и у форми разгледница, којима је Народни музеј обележио 60 година свог рада. Музеј редовно организује и едукативно-креативне радионице, које носе назив „Радионице-музејске школице”. Новина на салонима од 2000. године јесу и до тада некоришћене технике: фотографија, асамблаж, скулптура, уметност графита, дигитална технологија. Најуспешнији радови излагани на Дечијем мајском салону, око 400 њих, чувају се у Народном музеју Краљево. Дечији мајски ликовни салон је до данас остао главна манифестација на којој ученици свих краљевачких основних школа могу своје ликовне радове представити најширој публици.